# The Legend of Ochi
The Legend of Ochi is een Amerikaanse familiefilm uit 2025, geschreven en geregisseerd door Isaiah Saxon. De hoofdrollen worden vertolkt door Helena Zengel, Finn Wolfhard, Emily Watson en Willem Dafoe.

## Verhaal
In een afgelegen dorp op het eiland Carpathia worden de kinderen opgevoed met de angst voor een diersoort die bekend staat als Ochi. Wanneer het boerenmeisje Yuri een gewonde Ochi-baby ontdekt die is achtergelaten, gaat ze op een avontuur om hem terug naar huis te brengen.

## Rolverdeling
| Acteur        | Personage |
| ------------- | --------- |
| Helena Zengel | Yuri      |
| Finn Wolfhard | Petro     |
| Emily Watson  | Dasha     |
| Willem Dafoe  | Maxim     |

## Productie
Op 10 november 2021 werd aangekondigd dat Isaiah Saxon The Legend of Ochi zou schrijven en regisseren, een fantasy-avonturenfilm met Willem Dafoe, Emily Watson, Finn Wolfhard en Helena Zengel in de hoofdrollen. Voor de visuele effecten van de film werd gebruik gemaakt van poppenspel, animatronics, computeranimatie en geschilderde achtergronden (matte paintings). Het wezen Ochi was een pop die door zeven personen bediend werd.

### Filmopnames
De filmopnames gingen op 1 november 2021 van start in Roemenië en gingen door in de Castel-filmstudios tot 15 december 2021. Sommige scènes van de film werden opgenomen in Transsylvanië, in het Apusenigebergte, bij het Bâleameer en op de Transfăgărășan-weg.

## Release
The Legend of Ochi ging op 26 januari 2025 in première op het Sundance Film Festival in de Family Matinee-sectie. De film ging op 25 april 2025 in première in de Amerikaanse bioscopen. De oorspronkelijke release voor 28 februari 2025 werd uitgesteld nadat Saxon's huis verwoest werd tijdens de branden in Zuid-Californië in januari 2025.